# Ibisan Khan
Ibisan Khan (Ebisan Khan) Ilbasan Khan o Erzen fou kan de l'Horda Oriental (Horda Blava a les fonts turcomongoles i russes i Horda Blanca a les fonts perses) coneguda com a ulus d'Orda. Va governar vers 1315 a 1320. Era fill de Sasibugha.
Fou imposat després de l'execució del seu pare segurament perquè podia afavorir l'islam. Sota el seu govern es van fixar els límits de l'Horda i es va incrementar el comerç i l'artesania. Va morir el 1320 el va succeir el seu germà Mubarak Khoja.
| Ibisan Khan Casa de Borjigin (Боржигин) (1206-1635) |                                      |                            |
| Precedit per: Sasibugha                             | Khan de l'Horda Blava 1312/1315-1320 | Succeït per: Mubarak Khoja |